# Деалу Бисеричи (Валча)
Деалу Бисеричи (рум. Dealu Bisericii) насеље је у Румунији у округу Валча у општини Синешти. Oпштина се налази на надморској висини од 364 m.

## Становништво
Према подацима из 2002. године у насељу је живело 403 становника, од којих су сви румунске националности.